# Auricularia (champignon)
Pour les articles homonymes, voir Auricularia et Auriculaire.
Genre
Auricularia (Auriculaire) est un genre de champignons basidiomycètes de la famille des Auriculariaceae.

## Liste d'espèces
Selon Index Fungorum (16 mars 2020) :
- Auricularia adnata Lyon 1916
- Auricularia albida (Romell) Rick 1958
- Auricularia americana Parmasto & I. Parmasto ex Audet, Boulet & Sirard 2003
- Auricularia ampla Pers. 1827
- Auricularia angiospermarum Y.C. Dai, F. Wu & D.W. Li 2015
- Auricularia asiatica Bandara & K.D. Hyde 2016
- Auricularia auricula-judae (Bull.) Quél. 1886
- Auricularia blepharistoma (Berk. & M.A. Curtis) Farl. 1905
- Auricularia brasiliana Y.C. Dai & F. Wu 2015
- Auricularia bresadolae Schulzer 1885
- Auricularia buccina Pat. 1898
- Auricularia butleri Massee 1906
- Auricularia carteri Berk. ex Cooke 1891
- Auricularia caryophyllea Sowerby 1799
- Auricularia cati Fr. 1838
- Auricularia cinerea Sowerby 1803
- Auricularia corium Berk. ex Cooke 1891
- Auricularia cornea Ehrenb. 1820
- Auricularia crassa Lloyd 1924
- Auricularia crispata Schumach. 1803
- Auricularia cristatum Schumach. 1803
- Auricularia dacrymycetospora (Speg.) Rick 1933
- Auricularia delicata (Mont. ex Fr.) Henn. 1893
- Auricularia discensa Lloyd 1919
- Auricularia eburnea L.J. Li & B. Liu
- Auricularia elegans Sowerby 1809
- Auricularia eminii Henn. 1893
- Auricularia epitricha Berk. ex Cooke 1891
- Auricularia euphorbiicola Pat. 1893
- Auricularia eximia (Berk. & Cooke) Kobayasi 1981
- Auricularia faginea Schumach. 1803
- Auricularia fibrillifera Kobayasi 1973
- Auricularia flava Lloyd 1922
- Auricularia fucoidea Pers. 1827
- Auricularia fuscosuccinea (Mont.) Henn. 1893
- Auricularia goossensiae Beeli 1926
- Auricularia hainanensis L.J. Li 1987
- Auricularia heimuer F. Wu, B.K. Cui & Y.C. Dai 2014
- Auricularia hispida Iwade 1944
- Auricularia hispidula (Berk.) Farl. 1905
- Auricularia hunteri Lloyd 1918
- Auricularia incrassata Kobayasi 1973
- Auricularia indica Massee 1914
- Auricularia laevis Sowerby 1803
- Auricularia lenta Fr. 1851
- Auricularia lesueurii Bory
- Auricularia leveillei Cooke & Quél. 1878
- Auricularia lilacina Schumach. 1803
- Auricularia mesenterica (Dicks.) Pers. 1822
- Auricularia minor Kobayasi 1981
- Auricularia minuta Berk. 1845
- Auricularia minutissima Y.C. Dai, F. Wu & Malysheva 2015
- Auricularia moelleri Lloyd 1918
- Auricularia mollis Lloyd 1923
- Auricularia nicotiana Bolton 1792
- Auricularia nigricans (Sw.) Birkebak, Looney & Sánchez-García 2013
- Auricularia olivaceus B. Kumari, R.C. Upadhyay & Atri 2013
- Auricularia orientalis Y.C. Dai & F. Wu 2015
- Auricularia ornata Pers. 1827
- Auricularia pallida Schumach. 1803
- Auricularia papyracea Yasuda 1918
- Auricularia peltata Lloyd 1922
- Auricularia protracta (Lév.) Pat. & Lagerh. 1893
- Auricularia purpurea Schumach. 1803
- Auricularia reticulata Fr. 1838
- Auricularia reticulata L.J. Li 1985
- Auricularia rosea Burt 1921
- Auricularia sagarum (Retz.) Wahlenb. 1826
- Auricularia sambucina Mart. 1817
- Auricularia schulzeri Quél. & Bres. 1885
- Auricularia scissa Looney, Birkebak & Matheny 2013
- Auricularia semipellucida Kobayasi 1942
- Auricularia sordescens Ces. 1879
- Auricularia squamosa Pat. & Har. 1893
- Auricularia stellata Lloyd 1922
- Auricularia subglabra Looney, Birkebak & Matheny 2013
- Auricularia syringae Fuckel 1874
- Auricularia tenuis (Lév.) Farl. 1905
- Auricularia thailandica Bandara & K.D. Hyde 2015
- Auricularia tibetica Y.C. Dai & F. Wu 2015
- Auricularia tremelloides Schwein. 1888
- Auricularia venulosa Fr. 1851
- Auricularia vespertilio Fr. 1851
- Auricularia villosula Malysheva 2014
- Auricularia wrightii (Berk. & M.A. Curtis) Farl. 1905
- Auricularia xishaensis L.J. Li 1985